# غاستون أماديو روسي
غاستون أماديو روسي (بالإسبانية: Gaston Amadeo Rossi)‏ (31 يناير 1990 في الأرجنتين - ) هو لاعب كرة قدم أرجنتيني في مركز الوسط. لعب مع أتلتيكو باتروناتو وبوكا جونيورز وتشاكاريتا جيونيورز ونادي ألميرانته براون وSportivo Patria ‏.

## وصلات خارجية
- غاستون أماديو روسي على موقع قاعدة بيانات كرة القدم.إي يو (الإنجليزية)
- غاستون أماديو روسي على موقع Soccerway.com (الإنجليزية)